# Grækenlands flag
Grækenlands flag, der normalt kaldes for Galanolefki (Blå-hvid), består af ni horisontale striber, skiftevis hvide og blå. I øvre venstre hjørne har flaget et hvidt kors på blå baggrund. Korset symboliserer den Græsk-ortodokse kirke. Historien fortæller, at de ni striber tilsvarer stavelserne i slagordet Frihed eller død på græsk. Flaget stammer fra den græske uafhængighedskrig i 1820'erne. Det blev officielt indført, da Grækenland proklamerede uafhængighed 13. januar 1822. Det har haft konkurrence fra et enklere flag, blå dug med hvidt kors, som i perioder har været anerkendt som landets flag. Flaget er et af flere nationalflag, som har USA's flag som forbillede.
Flaget benyttes i samme form som nationalflag, koffardiflag, statsflag og orlogsflag.

## Orlogsgøs og rangflag
Det græske søforsvars fartøjer fører en orlogsgøs som består af et hvidt kors på blå dug, med andre ord identisk med kantonen fra nationalflaget og med landets nationalvåben. Flagofficerer fører flag baseret på gøsen med en eller flere sekstakkede hvide stjerner. 

## Præsidentflag
Republikkens præsident fører siden 1979 kvadratisk, blåt flag med en variant af nationalvåbenet, et skjold med et hvidt kors på blåt omkranset af gule olivengrene i midten. Flaget benyttes for at markere præsidentens nærvær på land og som rangflag i søforsvaret.
- Nationalflag på land i perioden 1822–1969 og igen 1975–78.
- Grækenlands orlogsgøs
- Grækenlands præsidentflag

## Tidligere flag
Kongelige flag
- Kongelige flag (med nordiske kors) på land i perioden 1863–1913. Kongeflaget var et splitflag med kongevåbenet i en hvid kvadrat i midten.
- Kongelige flag i perioden 1913–1922.
- Kronprinsflaget i perioden 1916–1924.
- Kongelige flag i perioden 1935–1973.
- Kronprinsflaget i perioden 1935–1973.
- Kongehusflaget i perioden 1935–1973. Kunne bruges af alle medlemmer af det græske kongehus